# Klokhuistoren
De Klokhuistoren is een bouwwerk in het centrum van de Noord-Hollandse stad Haarlem. De toren werd in 1918 in opdracht van de firma Joh. Enschedé gebouwd als een replica van een houten klokhuistoren ten behoeve van de Grote of St.-Bavokerk dat daar tot 1804 aan het Klokhuisplein heeft gestaan. Het bouwwerk is sinds 1999 een rijksmonument. Het gebouw huisvestte bij opening het kantoor van de Opregte Haarlemsche Courant.. In 1999 werd de toren ingepast in het gebouwencomplex De Appelaar met onder meer een rechtbank. De uitbreiding van Philharmonie Haarlem is tegen de toren aangebouwd en onder de toren loopt een steeg dat toegang biedt tot het gerechtsgebouw.

## Geschiedenis
In 1429 werden de klokken uit de laatste voorganger van de Grote of Sint-Bavokerk in een groot houten klokhuis achter het koor van de kerk opgehangen. In 1804 werd, om de financiën van de stad te versterken, deze toren gesloopt en werden de klokken verkocht. 

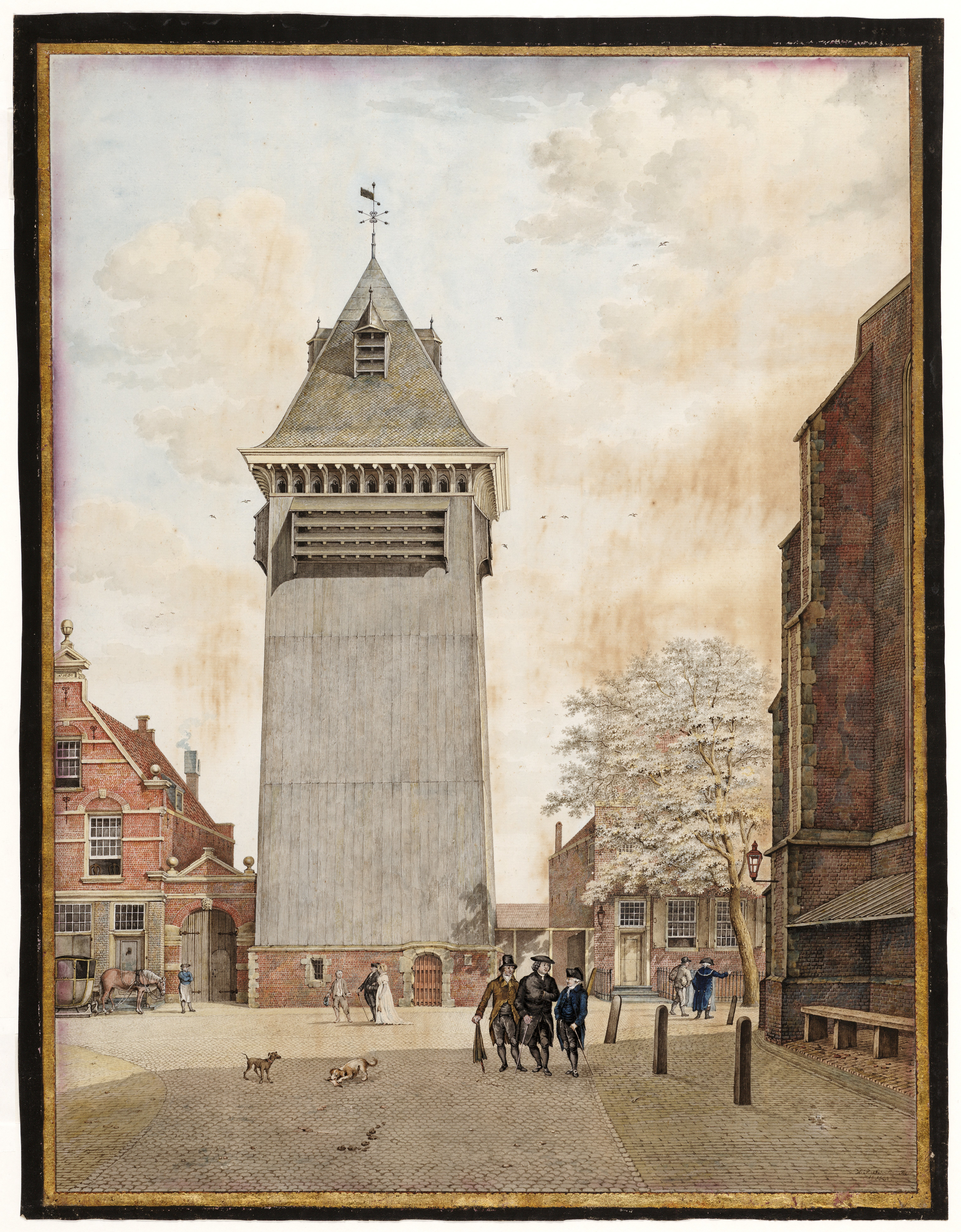
Oorspronkelijke klokhuistoren
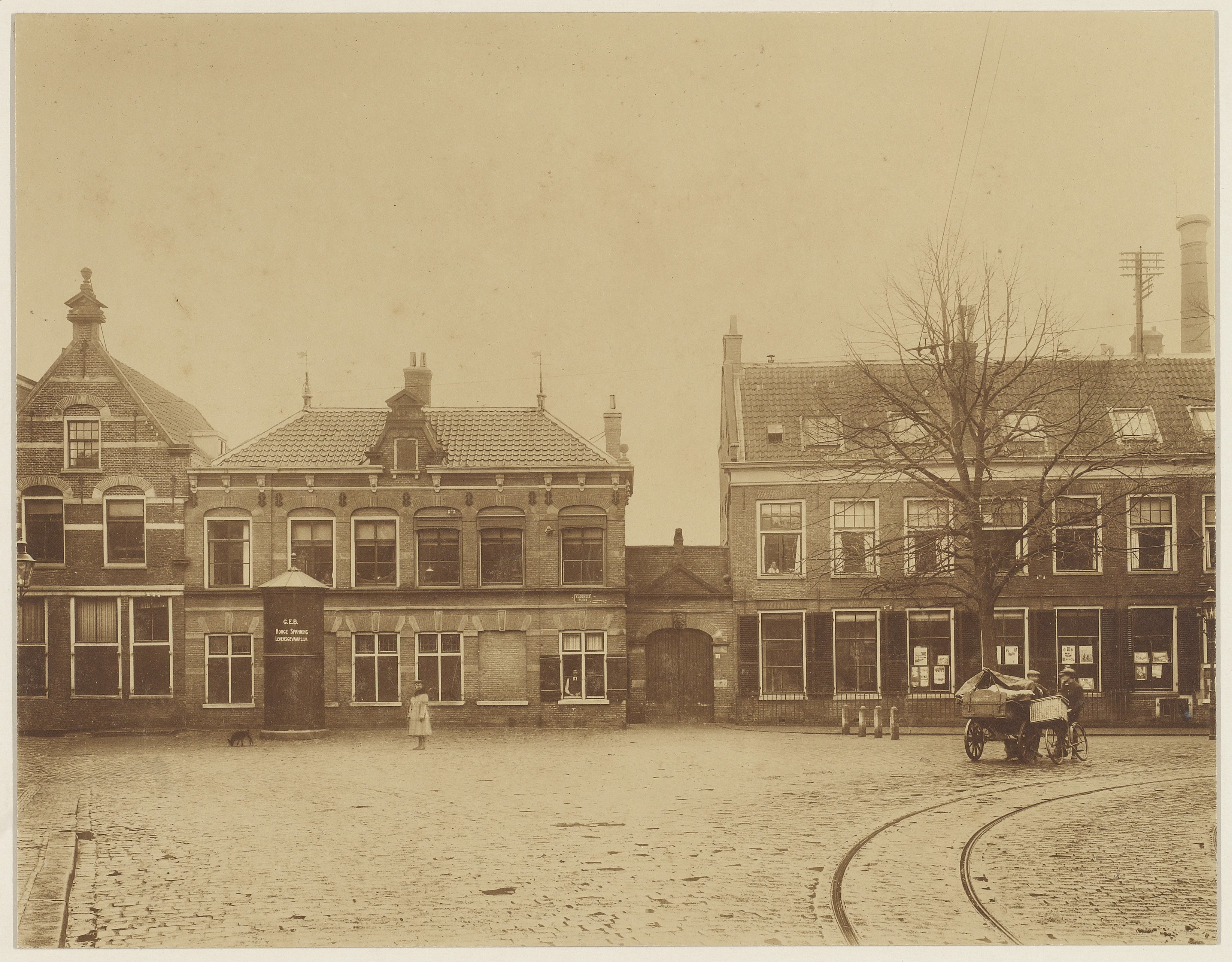
Klokhuisplein met tramrails, voor de bouw van het Klokhuis
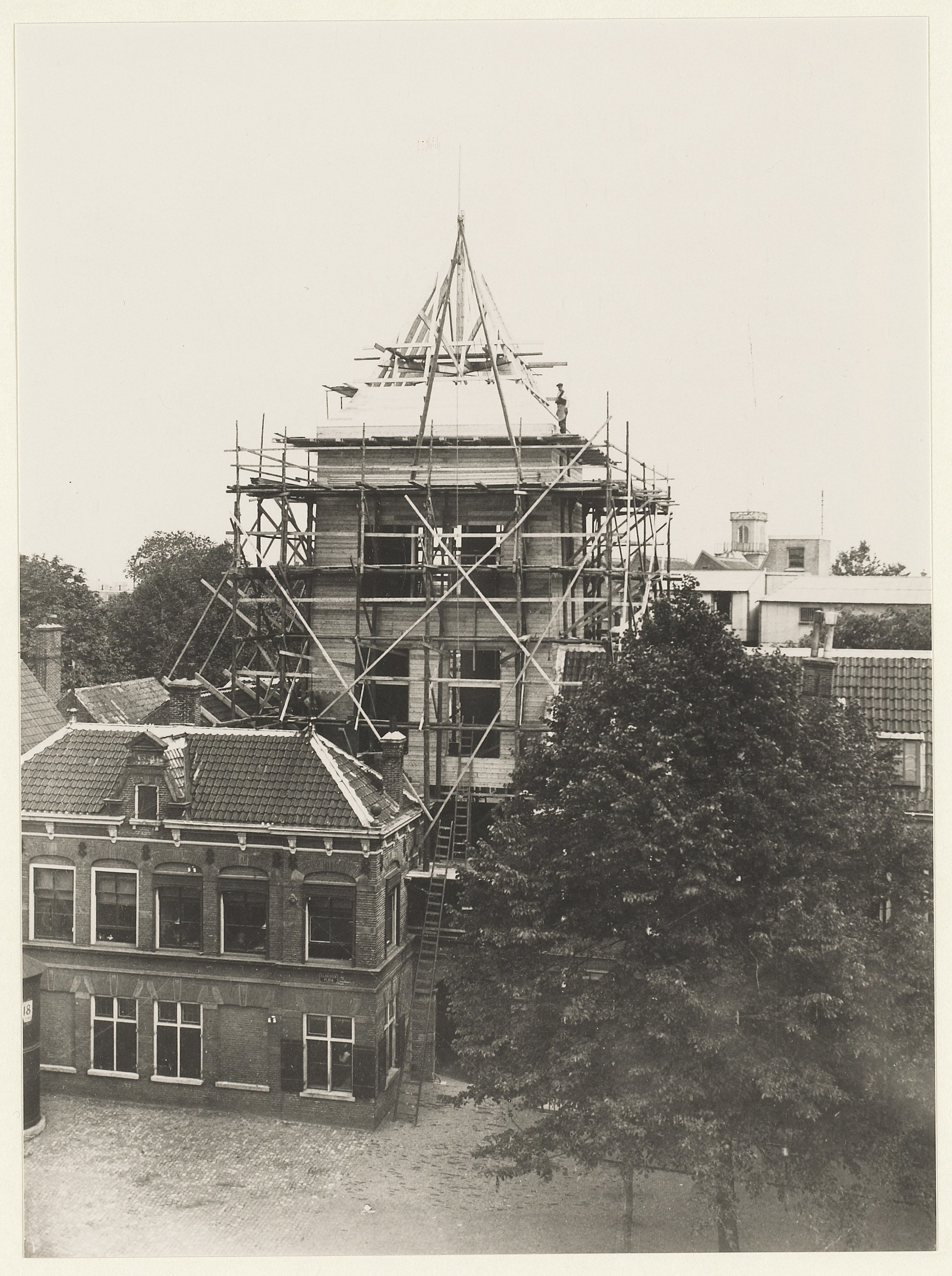
Bouw van het Klokhuis